# Manduca lichenea
Manduca lichenea är en fjärilsart som beskrevs av Hermann Burmeister 1856. Manduca lichenea ingår i släktet Manduca och familjen svärmare. Inga underarter finns listade i Catalogue of Life. Arten förekommer i sydöstra Brasilien. Vingspannet är cirka 94 mm.

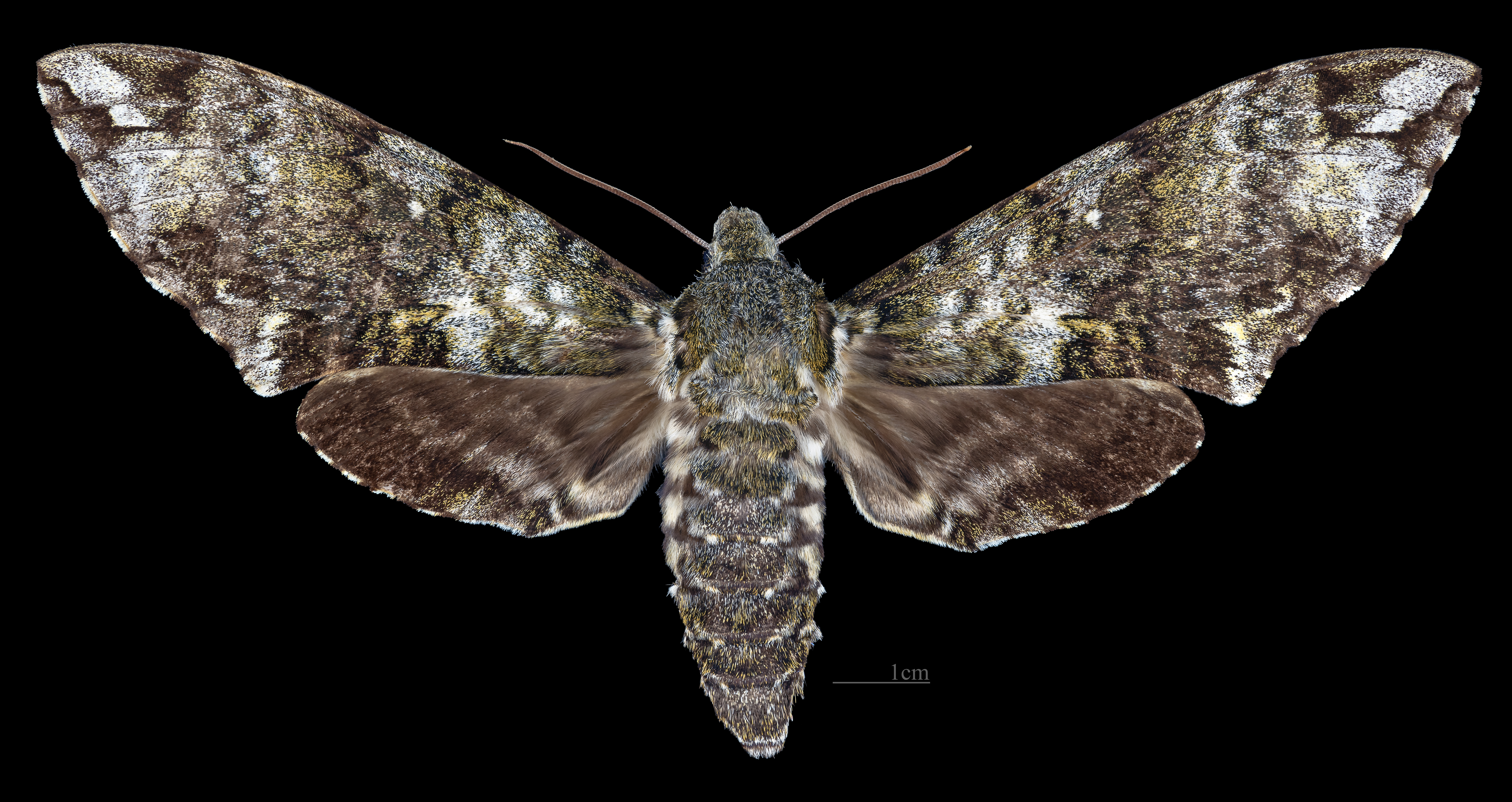
Manduca lichenea  ♀
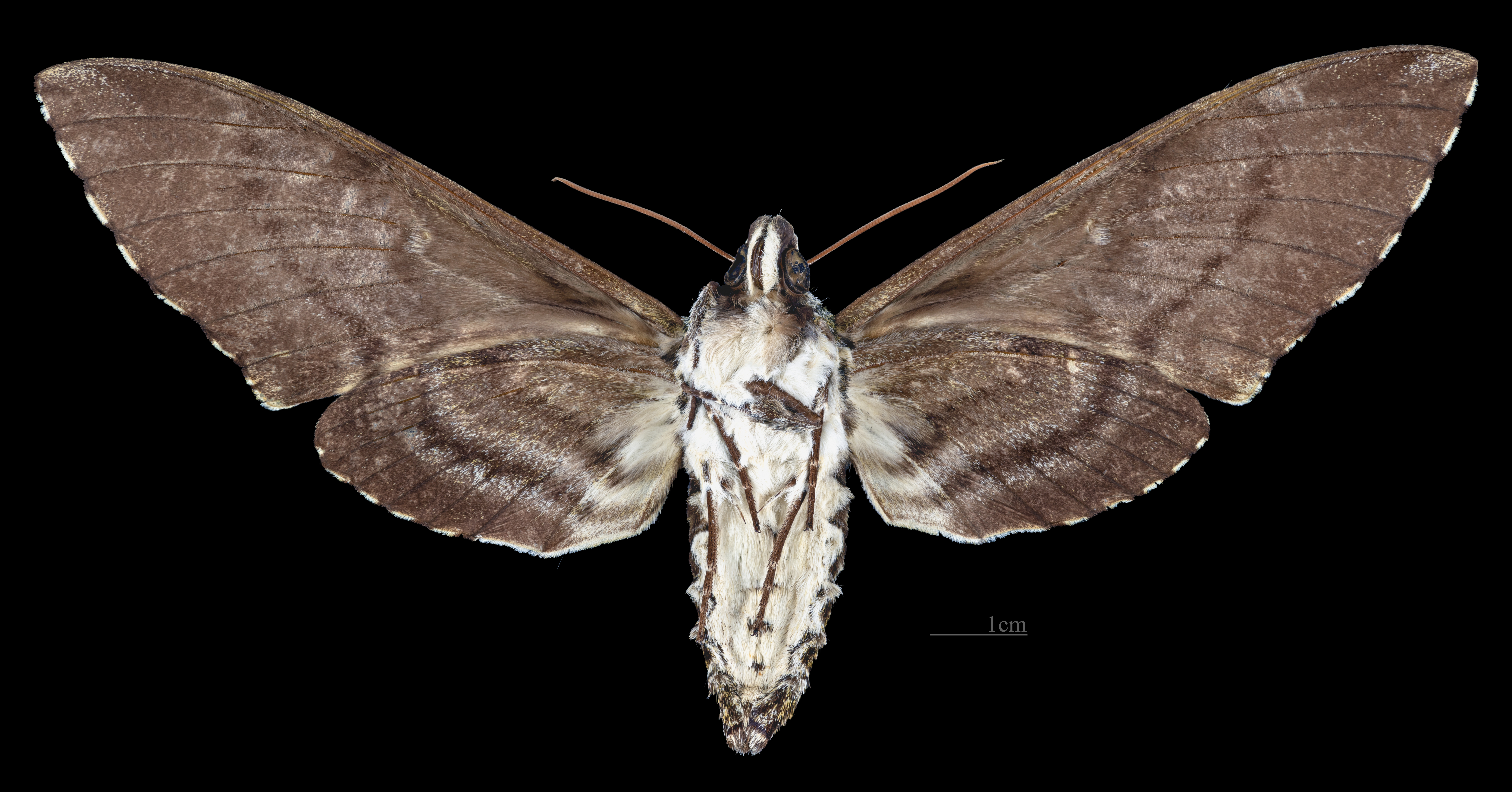
Manduca lichenea  ♀ △